# شاهن مغریان

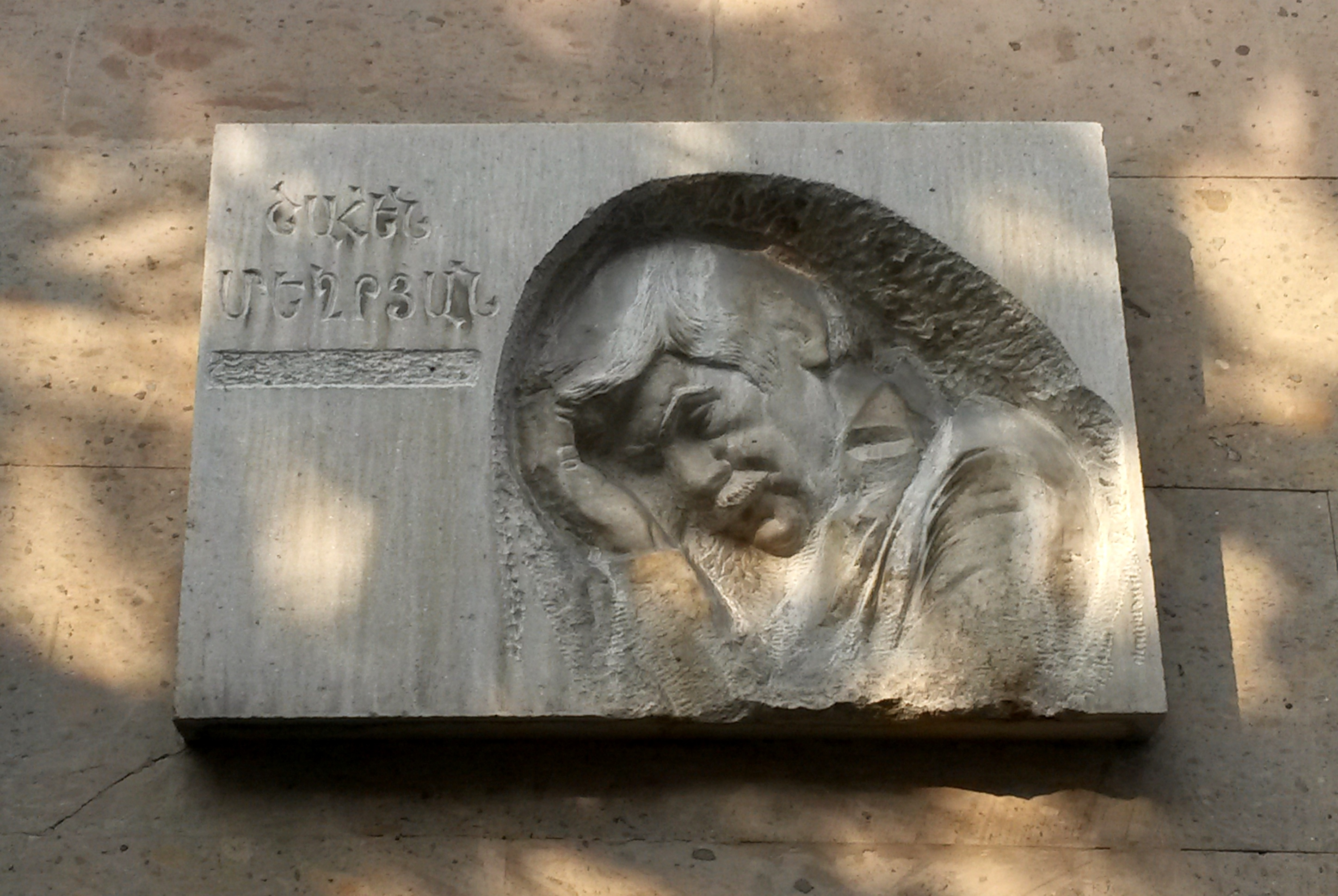
پلاک شاهن مغریان در ایروان

شاهن مغریان (ارمنی: Շահեն Զինավորի Մեղրյան؛ ۲ ژانویهٔ ۱۹۵۲ – ۱۷ آوریل ۱۹۹۳) یک فرد نظامی اهل ارمنستان بود. وی همچنین برندهٔ جوایزی همچون قهرمان آرتساخ شده‌است.